# Auguste Bournonville
Pour les articles homonymes, voir Bournonville (homonymie).
Auguste Bournonville est un chorégraphe danois né le 21 août 1805 à Copenhague où il est mort le 30 novembre 1879.

## Biographie
Fils d'Antoine Bournonville, danseur et chorégraphe français exilé à Stockholm en 1782, Auguste Bournonville étudie la danse au Ballet royal danois, sous la direction de son père, puis il parfait sa formation à Paris auprès de Pierre Gardel et d'Auguste Vestris, de 1824 à 1830. À son retour de France, il succède à son père à la tête du Ballet royal danois, poste qu'il occupera jusqu'en 1877.
Bournonville à un caractère « difficile » ce qui l'obligera à s'exiler ; il dansera à Naples (1856) et dirigera le ballet de l'Opéra de Vienne puis le Théâtre royal de Suède (Stockholm) de 1861 à 1864.
Contrairement à la tendance du ballet romantique de l'époque, Bournonville confère au danseur une importance équivalente à celle de la ballerine. Ce choix, autant social qu'esthétique, est encore perceptible aujourd'hui dans l'école danoise, réputée pour former de grands interprètes masculins[réf. nécessaire].
Bournonville attachera aussi une importance particulière à la musique de ses ballets, ayant recours aux meilleurs compositeurs danois de son époque.

## Principales chorégraphies

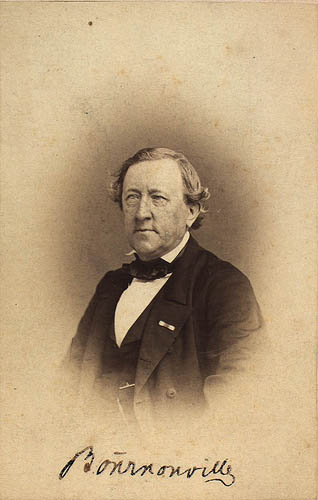
Auguste Bournonville vers 1870.

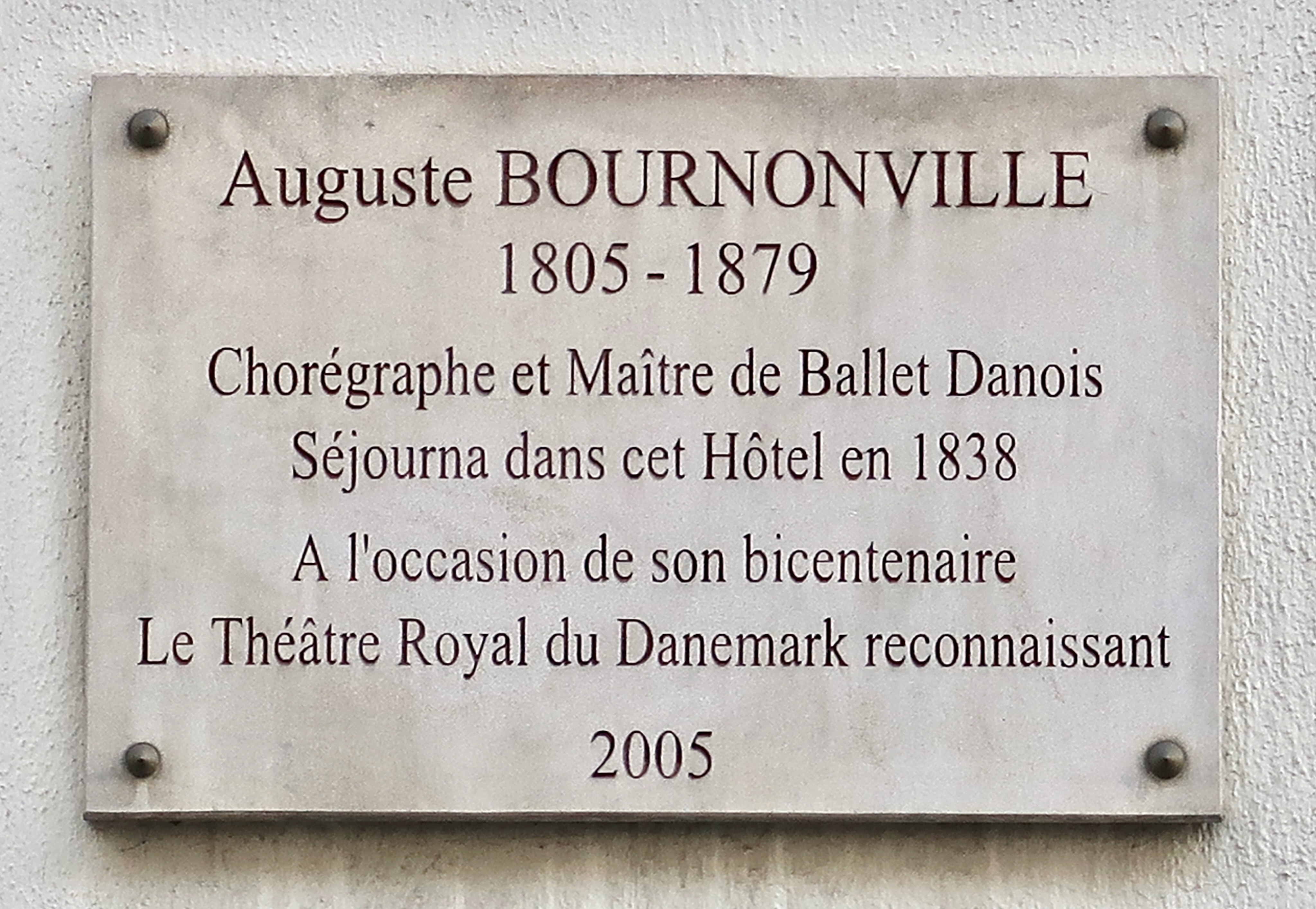
Plaque commémorative 12 rue de Richelieu (Paris).

De ses 52 ballets, on citera parmi les plus significatifs :
- La Sylphide (Sylphiden, 1836) (musique par H. Løvenskjold)
- Napoli (1842) (musique par N. W. Gade et autres)
- Le Conservatoire (1849) (musique par Holger Simon Paulli)
- La Kermesse à Bruges (1851) (musique par H.S. Paulli)
- Et Folkesagn (une légende populaire) (1854) (musique par N. W. Gade et J.P.E. Hartmann)
- Fjeldstuen (1859) (musique par August Winding et Emil Hartmann)
- Loin du Danemark (1860) (musique par Glæser jun. entre autres)
- Valkyrien (la Valkyrie) (1861) (musique par J.P.E. Hartmann)
- Thrymskviden (le chant de Thrym) (1868) (musique par J.P.E. Hartmann)
- Arcona (1878) (musique par J.P.E. Hartmann)